# Chrysophyllum novoguineense
Chrysophyllum novoguineense är en tvåhjärtbladig växtart som beskrevs av Willem Willen Vink. Chrysophyllum novoguineense ingår i släktet Chrysophyllum och familjen Sapotaceae. Inga underarter finns listade i Catalogue of Life.